# Galidie proužkovaná
Galidie proužkovaná (Galidia elegans) je malá, suchozemská šelma, endemit Madagaskaru. Je jediným druhem rodu galidie a vzhledem i chováním se dá vzdáleně připodobnit k velké lasici.

## Výskyt
Na Madagaskaru obývá hlavně lesnaté, subtropické a tropické oblasti v severní, východní, západní a centrální oblasti ostrova. Vyskytuje se ve vlhkých i suchých lesích v nadmořské výšce až do 2000 m, nejhojnější bývá pod 1500 m. Je nejvíce rozšířeným druhem celé čeledi, přesto o jejím životě není dost podrobných informací.

## Popis
Tato šelma je poměrně nevelká, bývá dlouhá 32 až 38 cm, váží 0,7 až 0,9 kg a má huňatý ocas dlouhý asi 30 cm. Její srst má červenohnědou barvu s výjimkou malé hlavy se zaoblenými ušima, krku a hrudníku, které jsou olivové. Na krátkých končetinách s drápy je zbarvená hnědě až černě a na výrazném ocase má čtyři až šest černých kroužků. Obě pohlaví jsou si velikostí i vzhledem podobná.

## Chování
Je to denní, nesociální živočich, který žije samotářsky nebo je vídán v párech či pravděpodobně rodinných skupinách do pěti členů. Převážnou část života stráví na zemi, dokáže ale dobře šplhat po stromech a dokonce i plavat. Noc tráví ve stromových dutinách nebo vyhrabaných norách.
Je teritoriální, své území označuje samec výměšky z análních žláz, které zanechává na kmenech stromů, větvích i kamenech. Dokáže vydávat širokou škálu různých zvuků příznačných pro specifickou událost, od zachycení stopy kořisti až po varování při nebezpečí. Jednotlivci spolu komunikují také postoji a vzájemnými doteky.
Galidie je masožravá a její stravu tvoří malí savci, bezobratlí, plazi, ptáci, ryby, vejce a v malé míře i ovoce. Dokáže také v mělké vodě lovit drobné ryby, korýše i žáby. Pokud žije v blízkosti venkovských lidských obydlí a má málo přirozené potravy, vydává se na lov domácí drůbeže.

## Rozmnožování
K páření dochází v širokém období od dubna do listopadu, monogamie ani polygamie není potvrzena. Po březosti trvající necelé tři měsíce se v doupěti rodí mezi únorem a červencem jedno mládě vážící pouhých 50 g. Je slepé, ale má srst jako dospělý a po čtrnácti dnech již chodí. Po určitou dobu ho matka kojí a sama se o něj stará. Dorůstá do velikosti dospělce okolo jednoho roku, pohlavní dospělosti dosahuje asi ve dvou létech a pak odchází od rodiny. Není známo, jak dlouho žije ve volné přírodě, v zajetí 13 až 24 let.
Galidie proužkovaná není dosud považována za ohrožený druh, její stavy se však v posledním desetiletí snížily o 20%. Jako příčina je uváděna rychlá degradace životně důležitých lesních biotopů intenzivně kácených i soutěž o potravu s rozšířenou cibetkou indickou. Dále je ohrožována zdivočelými psy a kočkami a vzrůstajícím lovem domorodých obyvatel pro maso. V zajetí bývá chovana jen vzácně.

## Taxonomie
Galidie proužkovaná je rozdělována do tří poddruhů lišících se od sebe odstínem srsti i a potvrzených i genetickým zkoumáním. Poddruhy žijí v geograficky od sebe oddělených oblastech.
- Galidia elegans subsp. elegans
- Galidia elegans subsp. dambrensis, Tate & Rand, 1941
- Galidia elegans subsp. occidentalis, Albignac, 19.[6]